# Champions Cup 2024-2025
Navigation
Édition précédente Édition suivante

La Champions Cup 2024-2025 oppose pour sa 30e édition vingt-quatre équipes anglaises, écossaises, françaises, irlandaises, italiennes et sud-africaines.
Le format de la compétition est le même que celui de l'année précédente. Les vingt quatre équipes sont réparties en quatre poules de six. Après quatre matchs de classement, les meilleures sont qualifiées pour une phase à élimination directe à partir des huitièmes de finale tandis que quatre autres sont reversées en Challenge Cup.
Le Stade toulousain est tenant du titre.
Pour la première fois dans l'histoire de la compétition, aucune équipe galloise n'est qualifiée.
La compétition se déroule du 6 décembre 2024 au 24 mai 2025. La finale se joue au Millennium Stadium de Cardiff. L'Union Bordeaux Bègles y remporte son premier titre après sa victoire 28 à 20 contre les Northampton Saints.

## Présentation

### Équipes en compétition
Vingt quatre équipes sont qualifiées selon leurs performances durant la saison précédente.
- Les équipes classées de la 1re à la 8e place du Premiership
- Les équipes classées de la 1re à la 8e place de Top 14
- Les équipes classées de la 1re à la 8e place du United Rugby Championship. Contrairement aux années précédentes, les équipes vainqueurs de leur conférence domestique ne sont pas automatiquement qualifiés.

À noter que les vainqueurs des éditions 2023-2024 de la Champions Cup et de la Challenge Cup sont prioritairement qualifiés pour cette édition s'ils ne le sont pas déjà grâce à leur ligue. Ainsi, l'équipe des Sharks, vainqueur de la précédente Challenge Cup mais classée 14e d'URC est qualifiée au détriment des Ospreys, classés 8e.
Les équipes qualifiées pour l'édition 2024-2025 sont les suivantes :
| 1. Northampton Saints Ch 2. Bath Rugby 3. Sale Sharks 4. Saracens 5. Bristol Bears 6. Harlequins 7. Exeter Chiefs 8. Leicester Tigers | 1. Stade toulousain T Ch 2. Union Bordeaux Bègles 3. Stade français Paris 4. Stade rochelais 5. RC Toulon 6. Racing 92 7. Castres olympique 8. ASM Clermont Auvergne | 1. Glasgow Warriors Ch 2. Bulls 3. Munster Rugby 4. Leinster Rugby 5. Stormers 6. Ulster Rugby 7. Benetton Trévise 8. Sharks C2 |

T : Tenant du titre
Ch : Champion national
C2 : Vainqueur de la Challenge Cup 2023-2024

### Calendrier
| Nom                                             | Date                                                                                   | Équipes participantes |
| ----------------------------------------------- | -------------------------------------------------------------------------------------- | --------------------- |
| Phase de poules Tirage au sort : 2 juillet 2024 |                                                                                        |                       |
| Journée 1 Journée 2 Journée 3 Journée 4         | 6/7/8 décembre 2024 13/14/15 décembre 2024 10/11/12 janvier 2025 17/18/19 janvier 2025 | 24                    |
| Phase éliminatoire                              |                                                                                        |                       |
| Huitièmes de finale                             | 4/5/6 avril 2025                                                                       | 16                    |
| Quarts de finale                                | 11/12/13 avril 2025                                                                    | 8                     |
| Demi-finale                                     | 3/4 mai 2025                                                                           | 4                     |
| Finale                                          | 24 mai 2025                                                                            | 2                     |

## Phases de poules

### Tirage au sort
Le tirage au sort a lieu le mardi 2 juillet à Cardiff.
Les équipes participantes sont réparties en deux chapeaux. Le chapeau 1 est constitué des trois équipes championnes de leur ligue ainsi que du vainqueur de la Champions Cup précédente. Étant donné que le Stade toulousain a réalisé le doublé lors de la saison dernière, c'est le Leinster, finaliste de l'édition précédente, qui vient compléter le chapeau 1. Toutes les autres équipes sont placées dans le chapeau 2.
Lors du tirage au sort, les quatre équipes du premier chapeau sont réparties dans les quatre différentes poules.
Ensuite, les équipes du chapeau 2 sont tirées au sort et placées progressivement dans les poules en commençant par la poule A jusqu'à la poule D. Elles doivent malgré tout respecter certains principes clés. Si, lors du tirage d'une équipe, un principe n'est pas respecté, alors elle est placée dans la poule suivante, et ainsi de suite.
Les principes clés sont les suivants:
- Chaque poule doit contenir deux équipes de chaque ligue (Premiership, Top 14 et URC)
- Les clubs d'URC appartenant à la même conférence (ou shield en anglais) ne peuvent pas se retrouver dans la même poule.

| Chapeau   | Premiership                                                                             | Top 14 | United Rugby Championship                                |
| --------- | --------------------------------------------------------------------------------------- | --- | -------------------------------------------------------- |
| Chapeau 1 | Northampton Saints Ch                                                                   | Stade toulousain T Ch                                                                                                  | Glasgow Warriors Ch Leinster F                           |
| Chapeau 2 | Bath Rugby Bristol Bears Exeter Chiefs Harlequins Leicester Tigers Sale Sharks Saracens | ASM Clermont Auvergne Castres Olympique Racing 92 RC Toulon Stade français Paris Stade rochelais Union Bordeaux Bègles | Bulls Benetton Trévise Munster Sharks C2 Stormers Ulster |

T : Tenant du titre
Ch : Champion national
C2 : Vainqueur de la Challenge Cup 2023-2024
F : Finaliste de l'édition précédente

### Format et règlement
La première phase de la compétition voit les équipes disputer quatre matchs de classement. Chaque poule contient deux équipes de chaque ligue. De plus, il n'y a pas de matchs entre clubs d'une même ligue. Chaque équipe rencontre ainsi quatre autres équipes issues de ligues différentes, une seule fois, à domicile ou à l'extérieur.
À l'issue de la première phase, les quatre premières formations de chacune des poules se qualifient pour les huitième de finale, tandis que les équipes classées cinquièmes sont reversées en huitièmes de finale de Challenge Cup.
Les classements sont établis en suivant les règles suivantes :
- 4 points de classement pour une victoire ;
- 2 points de classement pour un match nul ;
- 1 point de classement de bonus si l'équipe inscrit 4 essais ou plus ;
- 1 point de classement de bonus si l'équipe perd de 7 points ou moins.

En cas d'égalité au classement entre une ou plusieurs équipes, comptent, dans l'ordre :
1. la meilleure différence de points ;
2. le nombre d'essais inscrits ;
3. le nombre de joueurs suspendus pour des incidents disciplinaires, par ordre croissant.

Si l'égalité est toujours constatée, un tirage au sort est réalisé entre les équipes concernées.

### Matchs et classements
Les matchs de la phase de poule se déroulent durant quatre week-ends du 6 décembre 2024 au 19 janvier 2025.
Légende des classements
T : Tenant du titre
- Qualification en huitième de finale
- Équipe reversée en huitième de finale de Challenge Cup

Légende des résultats
- Victoire de l'équipe à domicile
- Match nul
- Victoire de l'équipe en déplacement

#### Poule A
La poule A est composée de l'Union Bordeaux Bègles, du Stade toulousain, champion en titre, des Leicester Tigers, des Exeter Chiefs et des Sharks.
L'Union Bordeaux Bègles termine à la première place de la poule avec 20 points, grâce à une victoire 66 à 12 contre les Sharks et un sextuplé de Damian Penaud durant la rencontre. Les Girondins devancent dans l'ordre, le Stade toulousain, les Leicester Tigers et l'Ulster. Ces équipes se qualifient pour les huitièmes de finale de la compétition. Les Sharks sont reversés en Challenge Cup et les Exeter Chiefs sont éliminés.
| Rang | Club                  | J | V | N | D | Bo | Bd | Pm  | Pe  | Diff | Pts |
| ---- | --------------------- | - | - | - | - | -- | -- | --- | --- | ---- | --- |
| 1    | Union Bordeaux Bègles | 4 | 4 | 0 | 0 | 4  | 0  | 217 | 76  | +141 | 20  |
| 2    | Stade toulousain (T)  | 4 | 4 | 0 | 0 | 3  | 0  | 225 | 62  | +163 | 19  |
| 3    | Leicester Tigers      | 4 | 2 | 0 | 2 | 3  | 0  | 134 | 149 | -15  | 11  |
| 4    | Ulster                | 4 | 1 | 0 | 3 | 1  | 0  | 102 | 163 | -61  | 5   |
| 5    | Sharks                | 4 | 1 | 0 | 3 | 1  | 0  | 76  | 163 | -87  | 5   |
| 6    | Exeter Chiefs         | 4 | 0 | 0 | 4 | 1  | 0  | 83  | 224 | -141 | 1   |

| Résultats (▼dom., ►ext.) | TOU   | UBB   | SHA   | EXE   | LEI   | ULS   |
| Stade toulousain         | —     | —     | —     | —     | 80-12 | 61-21 |
| Union Bordeaux Bègles    | —     | —     | 66-12 | —     | 42-28 | —     |
| Sharks                   | 8-20  | —     | —     | 39-21 | —     | —     |
| Exeter Chiefs            | 21-64 | 17-69 | —     | —     | —     | —     |
| Leicester Tigers         | —     | —     | 56-17 | —     | —     | 38-10 |
| Ulster                   | —     | 19-40 | —     | 52-24 | —     | —     |

#### Poule B
La poule B est composée du Leinster, du Stade rochelais, de l'ASM Clermont, de Bath Rugby, des Bristol Bears et du Benetton Trévise.

Le Leinster, le Stade rochelais, le Benetton Trévise et l'ASM Clermont se qualifient en huitièmes de finale, tandis que Bath est reversé en Challenge Cup et que les Bristol Bears sont éliminés.
| Rang | Club             | J | V | N | D | Bo | Bd | Pm  | Pe  | Diff | Pts |
| ---- | ---------------- | - | - | - | - | -- | -- | --- | --- | ---- | --- |
| 1    | Leinster         | 4 | 4 | 0 | 0 | 2  | 0  | 113 | 54  | +59  | 18  |
| 2    | Stade rochelais  | 4 | 2 | 0 | 2 | 1  | 2  | 98  | 75  | +23  | 11  |
| 3    | Benetton Trévise | 4 | 2 | 0 | 2 | 2  | 1  | 83  | 109 | -26  | 11  |
| 4    | ASM Clermont     | 4 | 2 | 0 | 2 | 2  | 0  | 89  | 81  | +8   | 10  |
| 5    | Bath Rugby       | 4 | 1 | 0 | 3 | 1  | 2  | 102 | 114 | -12  | 7   |
| 6    | Bristol Bears    | 4 | 1 | 0 | 3 | 2  | 1  | 80  | 132 | -52  | 7   |

| Résultats (▼dom., ►ext.) | LEI   | ASM   | LAR   | BRI   | TRE   | BAT   |
| Leinster                 | —     | 15-7  | —     | —     | —     | 47-21 |
| ASM Clermont Auvergne    | —     | —     | —     | 33-26 | 28-0  | —     |
| Stade rochelais          | 14-16 | —     | —     | 35-7  | —     | —     |
| Bristol Bears            | 12-35 | —     | —     | —     | 35-29 | —     |
| Benetton Trévise         | —     | —     | 32-25 | —     | —     | 22-21 |
| Bath Rugby               | —     | 40-21 | 20-24 | —     | —     | —     |

#### Poule C
La poule C est composée du Castres olympique, du Stade français Paris, du Munster, des Saracens, des Northampton Saints et des Bulls.

Les Northampton Saints, le Castres olympique, le Munster et les Saracens se qualifient tous les quatre pour les huitièmes de finale. Les Bulls sont reversés en Challenge Cup et le Stade français est éliminé.
| Rang | Club                 | J | V | N | D | Bo | Bd | Pm  | Pe  | Diff | Pts |
| ---- | -------------------- | - | - | - | - | -- | -- | --- | --- | ---- | --- |
| 1    | Northampton Saints   | 4 | 3 | 0 | 1 | 4  | 0  | 137 | 106 | +31  | 16  |
| 2    | Castres olympique    | 4 | 3 | 0 | 1 | 2  | 0  | 105 | 86  | +19  | 14  |
| 3    | Munster              | 4 | 2 | 0 | 2 | 2  | 2  | 96  | 69  | +27  | 12  |
| 4    | Saracens             | 4 | 2 | 0 | 2 | 2  | 1  | 91  | 71  | +20  | 11  |
| 5    | Bulls                | 4 | 1 | 0 | 3 | 1  | 0  | 84  | 113 | -29  | 5   |
| 6    | Stade français Paris | 4 | 1 | 0 | 3 | 1  | 0  | 76  | 144 | -68  | 5   |

| Résultats (▼dom., ►ext.) | NOR   | MUN   | BUL   | SFP  | SAR   | CAS   |
| Northampton Saints       | —     | 34-32 | —     | —    | —     | 38-8  |
| Munster                  | —     | —     | —     | 33-7 | 17-12 | —     |
| Bulls                    | 21-30 | —     | —     | 48-7 | —     | —     |
| Stade français Paris     | 45-35 | —     | —     | —    | 17-28 | —     |
| Saracens                 | —     | —     | 27-5  | —    | —     | 24-32 |
| Castres olympique        | —     | 16-14 | 49-10 | —    | —     | —     |

#### Poule D
La poule D est composée du RC Toulon, du Racing 92, des Harlequins, des Sale Sharks, des Glasgow Warriors et des Stormers.

Le RC Toulon, les Glasgow Warriors, les Sale Sharks et les Harlequins se qualifient pour les huitièmes de finale. Le Racing 92 est reversé en Challenge Cup et les Stormers sont éliminés.
| Rang | Club             | J | V | N | D | Bo | Bd | Pm  | Pe  | Diff | Pts |
| ---- | ---------------- | - | - | - | - | -- | -- | --- | --- | ---- | --- |
| 1    | RC Toulon        | 4 | 3 | 0 | 1 | 1  | 0  | 94  | 97  | -3   | 13  |
| 2    | Glasgow Warriors | 4 | 2 | 0 | 2 | 3  | 1  | 103 | 92  | +11  | 12  |
| 3    | Sale Sharks      | 4 | 2 | 0 | 2 | 2  | 0  | 81  | 92  | -11  | 10  |
| 4    | Harlequins       | 4 | 2 | 0 | 2 | 1  | 0  | 110 | 79  | +31  | 9   |
| 5    | Racing 92        | 4 | 2 | 0 | 2 | 1  | 0  | 80  | 92  | -12  | 9   |
| 6    | Stormers         | 4 | 1 | 0 | 3 | 1  | 0  | 92  | 108 | -16  | 5   |

| Résultats (▼dom., ►ext.) | GLA   | R92   | SAL   | STO   | RCT   | HAR   |
| Glasgow Warriors         | —     | 29-19 | 38-19 | —     | —     | —     |
| Racing 92                | —     | —     | —     | 31-22 | —     | 23-12 |
| Sale Sharks              | —     | 29-7  | —     | —     | 33-7  | —     |
| Stormers                 | —     | —     | 40-0  | —     | 14-24 | —     |
| RC Toulon                | 30-29 | —     | —     | —     | —     | 33-21 |
| Harlequins               | 24-7  | —     | —     | 53-16 | —     | —     |

## Phase éliminatoire
La phase éliminatoire débute le week-end du 4 avril 2025 par des huitièmes de finale entre les seize équipes qualifiées durant la phase de poule. Ces équipes sont classées afin de déterminer les oppositions pour les huitièmes de finale et l'ensemble de la phase éliminatoire ainsi que les équipes ayant l'avantage du terrain :
- les vainqueurs de poule sont classés de 1er à 4e
- les seconds de poule sont classés de 5e à 8e
- les troisièmes de poule sont classés de 9e à 12e
- les quatrièmes de poule sont classés de 13e à 16e.

Ces équipes sont ensuite départagées dans l'ordre, selon les critères suivants :
- le nombre de points de classement accumulés
- la meilleure différence de points
- le nombre d'essais inscrits
- le nombre de joueurs suspendus pour des incidents disciplinaires, par ordre croissant.

Si l'égalité est toujours constatée, un tirage au sort est réalisé entre les équipes concernées.
| Rang | Club                  | Poule | Pos | Pts | Diff | Em |
| ---- | --------------------- | ----- | --- | --- | ---- | -- |
| 1    | Union Bordeaux Bègles | A     | 1er | 20  | +141 | 29 |
| 2    | Leinster              | B     | 1er | 18  | +59  | 15 |
| 3    | Northampton Saints    | C     | 1er | 16  | +31  | 20 |
| 4    | RC Toulon             | D     | 1er | 13  | -3   | 12 |
| 5    | Stade toulousain      | A     | 2e  | 19  | +163 | 33 |
| 6    | Castres olympique     | C     | 2e  | 14  | +19  | 13 |
| 7    | Glasgow Warriors      | D     | 2e  | 12  | +11  | 16 |
| 8    | Stade rochelais       | B     | 2e  | 11  | +23  | 12 |
| 9    | Munster               | C     | 3e  | 12  | +27  | 13 |
| 10   | Leicester Tigers      | A     | 3e  | 11  | -15  | 20 |
| 11   | Benetton Trévise      | B     | 3e  | 11  | -26  | 11 |
| 12   | Sale Sharks           | D     | 3e  | 10  | -11  | 12 |
| 13   | Saracens              | C     | 4e  | 11  | +20  | 11 |
| 14   | ASM Clermont Auvergne | B     | 4e  | 10  | +3   | 13 |
| 15   | Harlequins            | D     | 4e  | 9   | +31  | 16 |
| 16   | Ulster                | A     | 4e  | 5   | -61  | 15 |

- Équipe jouant le huitième de finale à domicile
- Équipe jouant le huitième de finale à l'extérieur

### Tableau final
|  | Huitièmes de finale        | Huitièmes de finale   | Huitièmes de finale         | Huitièmes de finale   |    |                       | Quarts de finale       | Quarts de finale       | Quarts de finale       | Quarts de finale       |  |  | Demi-finales        | Demi-finales        | Demi-finales        | Demi-finales        |  |  | Finale                | Finale                | Finale                | Finale                |
|  |                            |                       |                             |                       |    |                       |                        |                        |                        |                        |  |  |                     |                     |                     |                     |  |  |                       |                       |                       |                       |
|  | 5 avril 2025 - Dublin      | 5 avril 2025 - Dublin | 5 avril 2025 - Dublin       | 5 avril 2025 - Dublin |    |                       | 11 avril 2025 - Dublin | 11 avril 2025 - Dublin | 11 avril 2025 - Dublin | 11 avril 2025 - Dublin |  |  | 3 mai 2025 - Dublin | 3 mai 2025 - Dublin | 3 mai 2025 - Dublin | 3 mai 2025 - Dublin |  |  | 24 mai 2025 - Cardiff | 24 mai 2025 - Cardiff | 24 mai 2025 - Cardiff | 24 mai 2025 - Cardiff |
|  | 2                          | Leinster              | 62                          | 62                    |    |                       | 11 avril 2025 - Dublin | 11 avril 2025 - Dublin | 11 avril 2025 - Dublin | 11 avril 2025 - Dublin |  |  | 3 mai 2025 - Dublin | 3 mai 2025 - Dublin | 3 mai 2025 - Dublin | 3 mai 2025 - Dublin |  |  | 24 mai 2025 - Cardiff | 24 mai 2025 - Cardiff | 24 mai 2025 - Cardiff | 24 mai 2025 - Cardiff |
|  | 2                          | Leinster              | 62                          | 62                    |    |                       | 11 avril 2025 - Dublin | 11 avril 2025 - Dublin | 11 avril 2025 - Dublin | 11 avril 2025 - Dublin |  |  | 3 mai 2025 - Dublin | 3 mai 2025 - Dublin | 3 mai 2025 - Dublin | 3 mai 2025 - Dublin |  |  | 24 mai 2025 - Cardiff | 24 mai 2025 - Cardiff | 24 mai 2025 - Cardiff | 24 mai 2025 - Cardiff |
|  | 15                         | Harlequins            | 0                           | 0                     |    |                       | 11 avril 2025 - Dublin | 11 avril 2025 - Dublin | 11 avril 2025 - Dublin | 11 avril 2025 - Dublin |  |  | 3 mai 2025 - Dublin | 3 mai 2025 - Dublin | 3 mai 2025 - Dublin | 3 mai 2025 - Dublin |  |  | 24 mai 2025 - Cardiff | 24 mai 2025 - Cardiff | 24 mai 2025 - Cardiff | 24 mai 2025 - Cardiff |
|  | 15                         | Harlequins            | 0                           | 0                     | 2  | Leinster              | 52                     | 52                     |                        |                        |  |  | 3 mai 2025 - Dublin | 3 mai 2025 - Dublin | 3 mai 2025 - Dublin | 3 mai 2025 - Dublin |  |  | 24 mai 2025 - Cardiff | 24 mai 2025 - Cardiff | 24 mai 2025 - Cardiff | 24 mai 2025 - Cardiff |
|  | 5 avril 2025 - Glasgow     |                       |                             |                       | 2  | Leinster              | 52                     | 52                     |                        |                        |  |  | 3 mai 2025 - Dublin | 3 mai 2025 - Dublin | 3 mai 2025 - Dublin | 3 mai 2025 - Dublin |  |  | 24 mai 2025 - Cardiff | 24 mai 2025 - Cardiff | 24 mai 2025 - Cardiff | 24 mai 2025 - Cardiff |
|  |                            |                       | 7                           | Glasgow Warriors      | 0  | 0                     |                        |                        |                        |                        |  |  | 3 mai 2025 - Dublin | 3 mai 2025 - Dublin | 3 mai 2025 - Dublin | 3 mai 2025 - Dublin |  |  | 24 mai 2025 - Cardiff | 24 mai 2025 - Cardiff | 24 mai 2025 - Cardiff | 24 mai 2025 - Cardiff |
|  | 7                          | Glasgow Warriors      | 7                           | Glasgow Warriors      | 0  | 0                     | 43                     | 43                     |                        |                        |  |  | 3 mai 2025 - Dublin | 3 mai 2025 - Dublin | 3 mai 2025 - Dublin | 3 mai 2025 - Dublin |  |  | 24 mai 2025 - Cardiff | 24 mai 2025 - Cardiff | 24 mai 2025 - Cardiff | 24 mai 2025 - Cardiff |
|  | 7                          | Glasgow Warriors      | 12 avril 2025 - Northampton |                       |    |                       | 43                     | 43                     |                        |                        |  |  | 3 mai 2025 - Dublin | 3 mai 2025 - Dublin | 3 mai 2025 - Dublin | 3 mai 2025 - Dublin |  |  | 24 mai 2025 - Cardiff | 24 mai 2025 - Cardiff | 24 mai 2025 - Cardiff | 24 mai 2025 - Cardiff |
|  | 10                         | Leicester Tigers      | 19                          | 19                    |    |                       |                        |                        |                        |                        |  |  | 3 mai 2025 - Dublin | 3 mai 2025 - Dublin | 3 mai 2025 - Dublin | 3 mai 2025 - Dublin |  |  | 24 mai 2025 - Cardiff | 24 mai 2025 - Cardiff | 24 mai 2025 - Cardiff | 24 mai 2025 - Cardiff |
|  | 10                         | Leicester Tigers      | 19                          | 19                    | 2  | Leinster              | 34                     | 34                     |                        |                        |  |  |                     |                     |                     |                     |  |  | 24 mai 2025 - Cardiff | 24 mai 2025 - Cardiff | 24 mai 2025 - Cardiff | 24 mai 2025 - Cardiff |
|  | 4 avril 2025 - Northampton |                       |                             |                       | 2  | Leinster              | 34                     | 34                     |                        |                        |  |  |                     |                     |                     |                     |  |  | 24 mai 2025 - Cardiff | 24 mai 2025 - Cardiff | 24 mai 2025 - Cardiff | 24 mai 2025 - Cardiff |
|  |                            |                       | 3                           | Northampton Saints    | 37 | 37                    |                        |                        |                        |                        |  |  |                     |                     |                     |                     |  |  | 24 mai 2025 - Cardiff | 24 mai 2025 - Cardiff | 24 mai 2025 - Cardiff | 24 mai 2025 - Cardiff |
|  | 3                          | Northampton Saints    | 3                           | Northampton Saints    | 37 | 37                    | 46                     | 46                     |                        |                        |  |  |                     |                     |                     |                     |  |  | 24 mai 2025 - Cardiff | 24 mai 2025 - Cardiff | 24 mai 2025 - Cardiff | 24 mai 2025 - Cardiff |
|  | 3                          | Northampton Saints    | 4 mai 2025 - Bordeaux       |                       |    |                       | 46                     | 46                     |                        |                        |  |  |                     |                     |                     |                     |  |  | 24 mai 2025 - Cardiff | 24 mai 2025 - Cardiff | 24 mai 2025 - Cardiff | 24 mai 2025 - Cardiff |
|  | 14                         | ASM Clermont Auvergne | 24                          | 24                    |    |                       |                        |                        |                        |                        |  |  |                     |                     |                     |                     |  |  | 24 mai 2025 - Cardiff | 24 mai 2025 - Cardiff | 24 mai 2025 - Cardiff | 24 mai 2025 - Cardiff |
|  | 14                         | ASM Clermont Auvergne | 24                          | 24                    | 3  | Northampton Saints    | 51                     | 51                     |                        |                        |  |  |                     |                     |                     |                     |  |  | 24 mai 2025 - Cardiff | 24 mai 2025 - Cardiff | 24 mai 2025 - Cardiff | 24 mai 2025 - Cardiff |
|  | 5 avril 2025 - Castres     |                       |                             |                       | 3  | Northampton Saints    | 51                     | 51                     |                        |                        |  |  |                     |                     |                     |                     |  |  | 24 mai 2025 - Cardiff | 24 mai 2025 - Cardiff | 24 mai 2025 - Cardiff | 24 mai 2025 - Cardiff |
|  |                            |                       | 6                           | Castres olympique     | 16 | 16                    |                        |                        |                        |                        |  |  |                     |                     |                     |                     |  |  | 24 mai 2025 - Cardiff | 24 mai 2025 - Cardiff | 24 mai 2025 - Cardiff | 24 mai 2025 - Cardiff |
|  | 6                          | Castres olympique     | 6                           | Castres olympique     | 16 | 16                    | 39                     | 39                     |                        |                        |  |  |                     |                     |                     |                     |  |  | 24 mai 2025 - Cardiff | 24 mai 2025 - Cardiff | 24 mai 2025 - Cardiff | 24 mai 2025 - Cardiff |
|  | 6                          | Castres olympique     | 12 avril 2025 - Bordeaux    |                       |    |                       | 39                     | 39                     |                        |                        |  |  |                     |                     |                     |                     |  |  | 24 mai 2025 - Cardiff | 24 mai 2025 - Cardiff | 24 mai 2025 - Cardiff | 24 mai 2025 - Cardiff |
|  | 11                         | Benetton Trévise      | 37                          | 37                    |    |                       |                        |                        |                        |                        |  |  |                     |                     |                     |                     |  |  | 24 mai 2025 - Cardiff | 24 mai 2025 - Cardiff | 24 mai 2025 - Cardiff | 24 mai 2025 - Cardiff |
|  | 11                         | Benetton Trévise      | 37                          | 37                    | 3  | Northampton Saints    | 20                     | 20                     |                        |                        |  |  |                     |                     |                     |                     |  |  |                       |                       |                       |                       |
|  | 6 avril 2025 - Bordeaux    |                       |                             |                       | 3  | Northampton Saints    | 20                     | 20                     |                        |                        |  |  |                     |                     |                     |                     |  |  |                       |                       |                       |                       |
|  |                            |                       | 1                           | Union Bordeaux Bègles | 28 | 28                    |                        |                        |                        |                        |  |  |                     |                     |                     |                     |  |  |                       |                       |                       |                       |
|  | 1                          | Union Bordeaux Bègles | 1                           | Union Bordeaux Bègles | 28 | 28                    | 43                     | 43                     |                        |                        |  |  |                     |                     |                     |                     |  |  |                       |                       |                       |                       |
|  | 1                          | Union Bordeaux Bègles |                             |                       |    |                       |                        | 43                     |                        |                        |  |  |                     |                     |                     |                     |  |  |                       |                       |                       |                       |
|  | 16                         | Ulster                | 31                          | 31                    |    |                       |                        |                        |                        |                        |  |  |                     |                     |                     |                     |  |  |                       |                       |                       |                       |
|  | 16                         | Ulster                | 31                          | 31                    | 1  | Union Bordeaux Bègles | 47                     | 47                     |                        |                        |  |  |                     |                     |                     |                     |  |  |                       |                       |                       |                       |
|  | 5 avril 2025 - La Rochelle |                       |                             |                       | 1  | Union Bordeaux Bègles | 47                     | 47                     |                        |                        |  |  |                     |                     |                     |                     |  |  |                       |                       |                       |                       |
|  |                            |                       | 9                           | Munster               | 29 | 29                    |                        |                        |                        |                        |  |  |                     |                     |                     |                     |  |  |                       |                       |                       |                       |
|  | 8                          | Stade rochelais       | 9                           | Munster               | 29 | 29                    | 24                     | 24                     |                        |                        |  |  |                     |                     |                     |                     |  |  |                       |                       |                       |                       |
|  | 8                          | Stade rochelais       | 13 avril 2025 - Toulon      |                       |    |                       | 24                     | 24                     |                        |                        |  |  |                     |                     |                     |                     |  |  |                       |                       |                       |                       |
|  | 9                          | Munster               | 25                          | 25                    |    |                       |                        |                        |                        |                        |  |  |                     |                     |                     |                     |  |  |                       |                       |                       |                       |
|  | 9                          | Munster               | 25                          | 25                    | 1  | Union Bordeaux Bègles | 35                     | 35                     |                        |                        |  |  |                     |                     |                     |                     |  |  |                       |                       |                       |                       |
|  | 5 avril 2025 - Toulon      |                       |                             |                       | 1  | Union Bordeaux Bègles | 35                     | 35                     |                        |                        |  |  |                     |                     |                     |                     |  |  |                       |                       |                       |                       |
|  |                            |                       | 5                           | Stade toulousain      | 18 | 18                    |                        |                        |                        |                        |  |  |                     |                     |                     |                     |  |  |                       |                       |                       |                       |
|  | 4                          | RC Toulon             | 5                           | Stade toulousain      | 18 | 18                    | 72                     | 72                     |                        |                        |  |  |                     |                     |                     |                     |  |  |                       |                       |                       |                       |
|  | 4                          | RC Toulon             |                             |                       |    |                       |                        | 72                     |                        |                        |  |  |                     |                     |                     |                     |  |  |                       |                       |                       |                       |
|  | 13                         | Saracens              | 42                          | 42                    |    |                       |                        |                        |                        |                        |  |  |                     |                     |                     |                     |  |  |                       |                       |                       |                       |
|  | 13                         | Saracens              | 42                          | 42                    | 4  | RC Toulon             | 18                     | 18                     |                        |                        |  |  |                     |                     |                     |                     |  |  |                       |                       |                       |                       |
|  | 6 avril 2025 - Toulouse    |                       |                             |                       | 4  | RC Toulon             | 18                     | 18                     |                        |                        |  |  |                     |                     |                     |                     |  |  |                       |                       |                       |                       |
|  |                            |                       | 5                           | Stade toulousain      | 21 | 21                    |                        |                        |                        |                        |  |  |                     |                     |                     |                     |  |  |                       |                       |                       |                       |
|  | 5                          | Stade toulousain      | 5                           | Stade toulousain      | 21 | 21                    | 38                     | 38                     |                        |                        |  |  |                     |                     |                     |                     |  |  |                       |                       |                       |                       |
|  | 5                          | Stade toulousain      |                             |                       |    |                       |                        | 38                     |                        |                        |  |  |                     |                     |                     |                     |  |  |                       |                       |                       |                       |
|  | 12                         | Sale Sharks           | 15                          | 15                    |    |                       |                        |                        |                        |                        |  |  |                     |                     |                     |                     |  |  |                       |                       |                       |                       |
|  | 12                         | Sale Sharks           | 15                          | 15                    |    |                       |                        |                        |                        |                        |  |  |                     |                     |                     |                     |  |  |                       |                       |                       |                       |
|  |                            |                       |                             |                       |    |                       |                        |                        |                        |                        |  |  |                     |                     |                     |                     |  |  |                       |                       |                       |                       |

### Huitièmes de finale
Les huitièmes de finale se jouent en une manche les 4, 5 et 6 avril 2025. Les équipes les mieux classées lors de la phase de poule jouent à domicile.
Six équipes françaises sont qualifiées pour les huitièmes de finales : l'ASM Clermont, le RC Toulon, le Castres olympique, le Stade rochelais, l'Union Bordeaux Bègles et le Stade toulousain. Seuls les Clermontois ne jouent pas à domicile. On compte également cinq équipes anglaises : Les Saracens, les Sale Sharks, les Harlequins, les Leicester Tigers et les Northampton Saints. Il y a aussi trois franchises irlandaises : le Leinster, le Munster et l'Ulster, ainsi qu'une écossaise : les Glasgow Warriors, et une italienne : le Benetton Trévise.
À l'issue des huitièmes de finale, toutes les équipes jouant à domicile se qualifient à l'exception du Stade rochelais, défait sur sa pelouse par le Munster.
| 4 avril 2025 21 h | Northampton Saints | 46 - 24 (27 - 10) | ASM Clermont Auvergne | Franklin's Gardens, Northampton 13 481 spectateurs Arbitre : Andrew Brace |
| 4 avril 2025 21 h | Essai(s) : 7 Smith (19e), Freeman (24e, 30e, 61e), Augustus (40e+2, 47e), Pollock (72e) Transformation(s) : 4 Smith (20e, 40e+3, 48e, 73e) Pénalité(s) : 1 Smith (16e) | Rapport           | Essai(s) : 3 Moala (12e), Raka (50e), Fainga'a (56e) Transformation(s) : 3 Belleau (13e, 51e, 56e) Pénalité(s) : 1 Belleau (5e) Carton(s) jaune(s) : 2 Ceyte (35e), Bézy (40e+2) | Franklin's Gardens, Northampton 13 481 spectateurs Arbitre : Andrew Brace |
| 4 avril 2025 21 h | | Rapport           | | Franklin's Gardens, Northampton 13 481 spectateurs Arbitre : Andrew Brace |

| 5 avril 2025 13 h 30 | RC Toulon | 72 - 42 (27 - 35) | Saracens | Stade Mayol, Toulon 15 733 spectateurs Arbitre : Nika Amashukeli |
| 5 avril 2025 13 h 30 | Essai(s) : 10 Wainiqolo (6e), Isa (36e, 56e, 60e), Jaminet (40e, 71e), Alainu'uese (45e), Fainga'anuku (63e), Serin (75e), Tuicuvu (77e) Transformation(s) : 8 Jaminet (7e, 36e, 40e+1, 56e, 61e, 64e, 76e, 78e) Pénalité(s) : 2 Jaminet (13e, 15e) | Rapport           | Essai(s) : 6 González (4e, 23e), Tompkins (8e), Hartley (17e), van Zyl (32e), Hadfield (en) (66e) Transformation(s) : 6 Burke (5e, 9e, 18e, 24e, 33e, 67e) | Stade Mayol, Toulon 15 733 spectateurs Arbitre : Nika Amashukeli |
| 5 avril 2025 13 h 30 | | Rapport           | | Stade Mayol, Toulon 15 733 spectateurs Arbitre : Nika Amashukeli |

| 5 avril 2025 16 h | Leinster | 62 - 0 (19 - 0) | Harlequins                                                | Croke Park, Dublin 55 627 spectateurs Arbitre : Pierre Brousset |
| 5 avril 2025 16 h | Essai(s) : 10 Prendergast (15e), J. McCarthy (18e), J. Osborne (28e), van der Flier (45e), Ringrose (48e), Sheehan (58e), de pénalité (66e), R. Byrne (72e), Lowe (77e, 80e) Transformation(s) : 6 Prendergast (18e, 28e, 49e), de pénalité (66e), R. Byrne (73e, 80e+1) | Rapport         | Carton(s) jaune(s) : 2 Northmore (66e), Benson (en) (75e) | Croke Park, Dublin 55 627 spectateurs Arbitre : Pierre Brousset |
| 5 avril 2025 16 h | | Rapport         |                                                           | Croke Park, Dublin 55 627 spectateurs Arbitre : Pierre Brousset |

| 5 avril 2025 16 h | Castres olympique | 39 - 37 (24 - 22) | Benetton Trévise | Stade Pierre-Fabre, Castres 12 258 spectateurs Arbitre : Karl Dickson |
| 5 avril 2025 16 h | Essai(s) : 6 Baget (3e, 23e), Chabouni (17e), Babillot (40e), Ambadiang (65e), Fernandez (79e) Transformation(s) : 3 Le Brun (3e, 23e), Fernandez (80e) Pénalité(s) : 1 Le Brun (48e) Carton(s) jaune(s) : 1 Vanverberghe (53e) Carton(s) rouge(s) : 1 Séguret (43e) | Rapport           | Essai(s) : 5 Gallo (5e), Mendy (en) (33e), Brex (36e), Bernasconi (en) (44e), Odogwu (58e) Transformation(s) : 3 Albornoz (6e, 37e, 59e) Pénalité(s) : 2 Albornoz (8e, 63e) Carton(s) jaune(s) : 2 Zuliani (53e), Gallo (78e) | Stade Pierre-Fabre, Castres 12 258 spectateurs Arbitre : Karl Dickson |
| 5 avril 2025 16 h | | Rapport           | | Stade Pierre-Fabre, Castres 12 258 spectateurs Arbitre : Karl Dickson |

| 5 avril 2025 18 h 30 | Stade rochelais | 24 - 25 (10 - 7) | Munster | Stade Marcel-Deflandre, La Rochelle 16 700 spectateurs Arbitre : Andrea Piardi |
| 5 avril 2025 18 h 30 | Essai(s) : 3 Botia (11e), de pénalité (66e), Bosmorin (77e) Transformation(s) : 3 West (12e), de pénalité (66e), Hastoy (77e) Pénalité(s) : 1 West (40e+3) Carton(s) jaune(s) : 2 West (23e), Leyds (51e) | Rapport          | Essai(s) : 3 Casey (25e), Coombes (48e), Smith (en) (52e) Transformation(s) : 2 Crowley (25e, 49e) Pénalité(s) : 1 Crowley (42e) Drop(s) : 1 Crowley (69e) Carton(s) jaune(s) : 2 Smith (10e), Kendellen (en) (66e) | Stade Marcel-Deflandre, La Rochelle 16 700 spectateurs Arbitre : Andrea Piardi |
| 5 avril 2025 18 h 30 | | Rapport          | | Stade Marcel-Deflandre, La Rochelle 16 700 spectateurs Arbitre : Andrea Piardi |

| 5 avril 2025 21 h | Glasgow Warriors | 43 - 19 (17 - 5) | Leicester Tigers | Scotstoun Stadium, Glasgow 7 321 spectateurs Arbitre : Craig Evans (en) |
| 5 avril 2025 21 h | Essai(s) : 6 Venter (14e, 75e), Vailanu (19e, 42e), Hastings (50e), Horne (51e) Transformation(s) : 5 Hastings (15e, 20e, 43e, 51e, 52e) Pénalité(s) : 1 Hastings (40e+3) | Rapport          | Essai(s) : 3 Cracknell (3e), Kata (57e), Liebenberg (67e) Transformation(s) : 2 Pollard (57e, 68e) Carton(s) jaune(s) : 2 van Poortvliet (13e), Henderson (40e+2) | Scotstoun Stadium, Glasgow 7 321 spectateurs Arbitre : Craig Evans (en) |
| 5 avril 2025 21 h | | Rapport          | | Scotstoun Stadium, Glasgow 7 321 spectateurs Arbitre : Craig Evans (en) |

| 6 avril 2025 13 h 30 | Union Bordeaux Bègles | 43 - 31 (28 - 14) | Ulster | Stade Chaban-Delmas, Bordeaux 32 275 spectateurs Arbitre : Luke Pearce |
| 6 avril 2025 13 h 30 | Essai(s) : 6 Penaud (7e), Tameifuna (16e), Coleman (21e), Buros (40e+1), Lamothe (51e), Janse van Rensburg (71e) Transformation(s) : 5 Carbery (7e, 17e, 22e, 40e+2), Jalibert (72e) Pénalité(s) : 1 Lucu (47e) | Rapport           | Essai(s) : 5 O'Toole (29e), McCann (en) (36e), Timoney (56e), Ward (en) (64e, 76e) Transformation(s) : 3 Cooney (30e, 38e), Doak (77e) | Stade Chaban-Delmas, Bordeaux 32 275 spectateurs Arbitre : Luke Pearce |
| 6 avril 2025 13 h 30 | | Rapport           | | Stade Chaban-Delmas, Bordeaux 32 275 spectateurs Arbitre : Luke Pearce |

| 6 avril 2025 16 h | Stade toulousain | 38 - 15 (10 - 15) | Sale Sharks                                                                                          | Stadium de Toulouse, Toulouse 31 737 spectateurs Arbitre : Sam Grove-White (en) |
| 6 avril 2025 16 h | Essai(s) : 5 Willis (2e), Cros (46e), Marchand (59e), Capuozzo (74e), Cramont (77e) Transformation(s) : 5 Ramos (3e, 47e, 60e, 75e, 78e) Pénalité(s) : 1 Ramos (36e) | Rapport           | Essai(s) : 2 James (en) (5e), Hill (30e) Transformation(s) : 1 Ford (31e) Pénalité(s) : 1 Ford (22e) | Stadium de Toulouse, Toulouse 31 737 spectateurs Arbitre : Sam Grove-White (en) |
| 6 avril 2025 16 h | | Rapport           | | Stadium de Toulouse, Toulouse 31 737 spectateurs Arbitre : Sam Grove-White (en) |

### Quarts de finale
Les quarts de finale se jouent en une manche le week-end du 11 avril 2025. Les équipes les mieux classées lors de la phase de poule jouent à domicile.
| 11 avril 2025 21 h | Leinster | 52 - 0 (33 - 0) | Glasgow Warriors                      | Aviva Stadium, Dublin 22 400 spectateurs Arbitre : Luke Pearce |
| 11 avril 2025 21 h | Essai(s) : 8 Deegan (14e, 76e), de pénalité (23e), Lowe (25e), T. O'Brien (30e), Keenan (34e), Ringrose (47e), Sheehan (58e) Transformation(s) : 6 Prendergast (15e, 31e, 35e, 48e, 59e), de pénalité (23e) | Rapport         | Carton(s) jaune(s) : 1 Hastings (23e) | Aviva Stadium, Dublin 22 400 spectateurs Arbitre : Luke Pearce |
| 11 avril 2025 21 h | | Rapport         |                                       | Aviva Stadium, Dublin 22 400 spectateurs Arbitre : Luke Pearce |

| 12 avril 2025 16 h | Union Bordeaux Bègles | 47 - 29 (29 - 10) | Munster | Stade Chaban-Delmas, Bordeaux 32 215 spectateurs Arbitre : Nika Amashukeli |
| 12 avril 2025 16 h | Essai(s) : 6 Penaud (6e), Lucu (13e), Samu (25e), Echegaray (34e), Lamothe (57e), Bielle-Biarrey (78e) Transformation(s) : 4 Jalibert (14e, 26e, 35e), Lucu (79e) Pénalité(s) : 3 Jalibert (12e, 54e, 67e) Carton(s) jaune(s) : 2 Cazeaux (47e), Echegaray (68e) Carton(s) rouge(s) : 1 Cazeaux (75e) | Rapport           | Essai(s) : 4 Nankivell (en) (40e+4), Smith (en) (51e, 73e), de pénalité (68e) Transformation(s) : 3 Crowley (40e+5, 74e), de pénalité (68e) Pénalité(s) : 1 Crowley (10e) Carton(s) jaune(s) : 2 Ahern (55e), Kendellen (en) (64e) | Stade Chaban-Delmas, Bordeaux 32 215 spectateurs Arbitre : Nika Amashukeli |
| 12 avril 2025 16 h | | Rapport           | | Stade Chaban-Delmas, Bordeaux 32 215 spectateurs Arbitre : Nika Amashukeli |

| 12 avril 2025 18 h 30 | Northampton Saints | 51 - 16 (20 - 13) | Castres olympique | Franklin's Gardens, Northampton 11 673 spectateurs Arbitre : Andrea Piardi |
| 12 avril 2025 18 h 30 | Essai(s) : 7 Freeman (7e), Langdon (14e), Coles (32e), Furbank (45e), Pollock (48e, 62e), Pearson (78e) Transformation(s) : 5 Smith (8e, 45e, 49e, 62e, 79e) Pénalité(s) : 2 Smith (23e, 69e) Carton(s) jaune(s) : 1 Mayanavanua (54e) | Rapport           | Essai(s) : 1 Fernandez (25e) Transformation(s) : 1 Fernandez (26e) Pénalité(s) : 3 Fernandez (10e, 40e, 43e) Carton(s) jaune(s) : 3 Nakarawa (32e), Baget (54e), Guérois-Galisson (54e) | Franklin's Gardens, Northampton 11 673 spectateurs Arbitre : Andrea Piardi |
| 12 avril 2025 18 h 30 | | Rapport           | | Franklin's Gardens, Northampton 11 673 spectateurs Arbitre : Andrea Piardi |

| 13 avril 2025 16 h | RC Toulon                                                                                 | 18 - 21 (12 - 6) | Stade toulousain | Stade Mayol, Toulon 16 490 spectateurs Arbitre : Matthew Carley |
| 13 avril 2025 16 h | Pénalité(s) : 6 Jaminet (13e, 24e, 29e, 32e, 60e, 63e) Carton(s) jaune(s) : 1 Serin (43e) | Rapport          | Essai(s) : 2 Willis (43e), Ahki (51e) Transformation(s) : 1 Ramos (52e) Pénalité(s) : 3 Ramos (11e, 40e+2, 80e+1) Carton(s) jaune(s) : 1 Baille (12e) | Stade Mayol, Toulon 16 490 spectateurs Arbitre : Matthew Carley |
| 13 avril 2025 16 h |                                                                                           | Rapport          | | Stade Mayol, Toulon 16 490 spectateurs Arbitre : Matthew Carley |

### Demi-finales
Les demi-finales se jouent en une manche le week-end du 3 mai 2025. Les équipes les mieux classées lors de la phase de poule ont l'avantage du terrain mais les stades sont désignés par l'EPCR.
| 3 mai 2025 18 h 30 | Leinster | 34 - 37 (15 - 27) | Northampton Saints | Aviva Stadium, Dublin 42 207 spectateurs Arbitre : Pierre Brousset |
| 3 mai 2025 18 h 30 | Essai(s) : 5 T. O'Brien (17e), van der Flier (25e, 58e), Doris (46e), Lowe (69e) Transformation(s) : 3 Prendergast (25e, 47e, 70e) Pénalité(s) : 1 Prendergast (13e) | Rapport           | Essai(s) : 5 Freeman (7e, 35e, 37e), Pollock (28e), Ramm (en) (62e) Transformation(s) : 3 Smith (8e, 29e, 63e) Pénalité(s) : 2 Smith (22e, 55e) Carton(s) jaune(s) : 3 Langdon (26e), Kemeny (67e), Coles (79e) | Aviva Stadium, Dublin 42 207 spectateurs Arbitre : Pierre Brousset |
| 3 mai 2025 18 h 30 | | Rapport           | | Aviva Stadium, Dublin 42 207 spectateurs Arbitre : Pierre Brousset |

| 4 mai 2025 16 h | Union Bordeaux Bègles | 35 - 18 (18 - 11) | Stade toulousain                                                                                               | Stade Bordeaux Atlantique, Bordeaux 42 096 spectateurs Arbitre : Andrew Brace |
| 4 mai 2025 16 h | Essai(s) : 5 Samu (3e), Bielle-Biarrey (22e, 40e), Bochaton (63e), Tameifuna (77e) Transformation(s) : 2 Jalibert (4e, 41e) Pénalité(s) : 2 Jalibert (8e), Lucu (28e) Carton(s) jaune(s) : 1 Gazzotti (52e) | Rapport           | Essai(s) : 2 Delibes (14e), Barassi (54e) Transformation(s) : 1 Mallía (54e) Pénalité(s) : 2 Mallía (10e, 20e) | Stade Bordeaux Atlantique, Bordeaux 42 096 spectateurs Arbitre : Andrew Brace |
| 4 mai 2025 16 h | | Rapport           | | Stade Bordeaux Atlantique, Bordeaux 42 096 spectateurs Arbitre : Andrew Brace |

### Finale
La finale se joue le samedi 24 mai 2025 au Millennium Stadium, à Cardiff
| Finale 24 mai 2025 15 h 45 | Northampton Saints | 20 - 28 (20 - 20) | Union Bordeaux Bègles | Millennium Stadium, Cardiff 70 225 spectateurs Arbitre : Nika Amashukeli Diffuseur : Premier Sports (en), France 2, RTE, BeIn Sports, FloRugby, SuperSport |
| Finale 24 mai 2025 15 h 45 | Essai(s) : 2 Coles (2e, 40e+1) Transformation(s) : 2 Smith (3e, 40e+1) Pénalité(s) : 2 Smith (25e, 33e) Carton(s) jaune(s) : 2 Freeman (36e), Prowse (44e) | Rapport           | Essai(s) : 4 Penaud (6e, 37e), Coleman (21e), Cazeaux (56e) Transformation(s) : 1 Jalibert (22e) Pénalité(s) : 2 Jalibert (29e), Lucu (45e) Carton(s) jaune(s) : 1 Diaby (30e) | Millennium Stadium, Cardiff 70 225 spectateurs Arbitre : Nika Amashukeli Diffuseur : Premier Sports (en), France 2, RTE, BeIn Sports, FloRugby, SuperSport |
| Finale 24 mai 2025 15 h 45 | | Rapport           | | Millennium Stadium, Cardiff 70 225 spectateurs Arbitre : Nika Amashukeli Diffuseur : Premier Sports (en), France 2, RTE, BeIn Sports, FloRugby, SuperSport |

## Statistiques et prix

### Meilleurs réalisateurs
| Rang | Joueur               | Club                  | Essais | Transf. | Pén. | Drops | Points |
| ---- | -------------------- | --------------------- | ------ | ------- | ---- | ----- | ------ |
| 1    | Thomas Ramos         | Stade toulousain      | 1      | 32      | 6    | 0     | 87     |
| 2    | Fin Smith            | Northampton Saints    | 1      | 23      | 10   | 0     | 81     |
| 3    | Matthieu Jalibert    | Union Bordeaux Bègles | 1      | 28      | 5    | 0     | 76     |
| 4    | Sam Prendergast      | Leinster              | 3      | 22      | 5    | 0     | 74     |
| 5    | Damian Penaud        | Union Bordeaux Bègles | 14     | 0       | 0    | 0     | 70     |
| 6    | Melvyn Jaminet       | RC Toulon             | 2      | 8       | 8    | 0     | 50     |
| 7    | Jack Crowley         | Munster               | 0      | 15      | 5    | 1     | 48     |
| 8    | Tommy Freeman        | Northampton Saints    | 9      | 0       | 0    | 0     | 45     |
| 9    | Baptiste Serin       | RC Toulon             | 3      | 10      | 2    | 0     | 41     |
| 10   | Louis Bielle-Biarrey | Union Bordeaux Bègles | 8      | 0       | 0    | 0     | 40     |

### Meilleurs marqueurs
| Rang | Joueur               | Club                  | Essais |
| ---- | -------------------- | --------------------- | ------ |
| 1    | Damian Penaud        | Union Bordeaux Bègles | 14     |
| 2    | Tommy Freeman        | Northampton Saints    | 9      |
| 3    | Louis Bielle-Biarrey | Union Bordeaux Bègles | 8      |
| 4    | Henry Pollock        | Northampton Saints    | 7      |
| 5    | Juarno Augustus      | Northampton Saints    | 5      |
| 5    | Rémy Baget           | Castres Olympique     | 5      |
| 5    | Ange Capuozzo        | Stade toulousain      | 5      |
| 5    | George Horne         | Glasgow Warriors      | 5      |
| 5    | Emmanuel Meafou      | Stade toulousain      | 5      |

### Meilleur joueur de la compétition
Le 23 avril 2025, l'European Professional Club Rugby dévoile une liste de huit joueurs pour la récompense de meilleur joueur de la compétition. Les nommés sont : Jordie Barrett (Leinster), Caelan Doris (Leinster), Jamison Gibson-Park (Leinster), Maxime Lucu (Union Bordeaux Bègles), Damian Penaud (Union Bordeaux Bègles), Henry Pollock (Northampton Saints), Thomas Ramos (Stade toulousain) et Jack Willis (Stade toulousain).
À l'issue de la finale, l'ailier Damian Penaud, vainqueur de la compétition et auteur d'un nouveau record de quatorze essais inscrits dans la compétition, est désigné meilleur joueur de la Champions Cup 2024-2025.
| Joueur        | Club                  | Poste  | Parcours dans la compétition |
| ------------- | --------------------- | ------ | ---------------------------- |
| Damian Penaud | Union Bordeaux Bègles | Ailier | Vainqueur                    |